# Cneoglossa longipennis
Cneoglossa longipennis is een keversoort uit de familie Cneoglossidae. De wetenschappelijke naam van de soort is voor het eerst geldig gepubliceerd in 1915 door Pic.